# کورتنگتسا (شهرستان ونگروف)
کورتنگتسا (به لهستانی:  Korytnica) یک روستا در لهستان است که در گمینا کورتنگتسا واقع شده‌است.
 کورتنگتسا  ۸۶۰ نفر جمعیت دارد.